# 路易斯·雷耶斯
路易斯·雷耶斯（西班牙語：Luis Reyes，1991年4月3日—），墨西哥男子足球运动员，司职中场。他曾代表墨西哥国家队参加2017年国际足联联合会杯，结果队伍获得第四名。